# Chavagnes
Chavagnes è un comune francese di 1 028 abitanti situato nel dipartimento del Maine e Loira nella regione dei Paesi della Loira. Dal 1º gennaio 2017 è accorpato al nuovo comune di Terranjou.

## Società

### Evoluzione demografica
Abitanti censiti